# Chapelle de l'Immaculée-Conception des Pénitents gris de Sospel
La chapelle de l'Immaculée-Conception, ancienne chapelle des Pénitents gris, est une chapelle catholique située à Sospel, en France.

## Localisation
La chapelle est située dans le département français des Alpes-Maritimes, à Sospel, place Saint-Michel.

## Historique
La chapelle a été construite en 1619 par la confrérie des Stigmates et de la Conception de la Vierge, ou des Pénitents gris.
L'édifice est inscrit au titre des monuments historiques le 17 avril 1952.